# Amr ibn Yaqub
Abu-Hafs Amr ibn Yaqub ibn Muhàmmad ibn Amr ibn al-Layth (àrab: أبو حفص عمرو بن يعقوب بن محمد بن عمرو بن الليث, Abū Ḥafṣ ʿAmr b. Yaʿqūb b. Muḥammad b. ʿAmr b. al-Layṯ), més conegut simplement com a Amr ibn Yaqub, fou besnet del fundador de la dinastia safàrida i emir de Sistan del 912 al 913.
El 900, després de la derrota i captura d'Amr ibn al-Layth a Balkh, el poder safàrida es va enfonsar i els samànides van poder ocupar el Sistan (911), on Abu-Sàlih Mansur ibn Ishaq, cosí de l'emir samànida Àhmad II ibn Ismaïl fou nomenat governador. Les forces ocupants foren molt impopulars pels maltractes que feien a la gent i el governador va fer una pressió fiscal excessiva.
El 912 va esclatar una revolta dirigida pel cap kharigita Muhàmmad ibn Hurmuz anomenat mawla Sansali, un antic mawla del safàrida Muhàmmad ibn Amr ibn al-Layth (mort en 887); els rebels van buscar a un príncep safàrida per posar-lo al front del moviment, i van trobar al jove príncep Amr, de 10 anys, que era l'únic membre de la família en línia directa que havia sobreviscut. Muhàmmad ibn Hurmuz i els ayyars de Sistan (una milícia organitzada originalment per lluitar contra els kharigites) van aniquilar a la guarnició samànida de Zarang i van empresonar el governador; quan va tenir el poder, Muhàmmad ibn Hurmuz va fer llegir la khutba en el seu propi nom i va suprimir el del jove príncep però les forces legitimistes eren molt fortes i un contracop d'estat dirigit per Muhàmmad ibn Abbàs Kulakí va restaurar el jove Amr (2 de maig del 912).
Àhmad ibn Ismaïl va preparar una expedició per restaurar l'autoritat samànida i un exèrcit dirigit per Hussayn ibn Alí Marv ar-Rudí i un altre sota els generals Abu-Bakr Muhàmmad ibn Mudhàffar Mutají i Simjur Dawatí va entrar a Sistan i va suprimir el moviment (913). Quan s'acostava un exèrcit samànida, el governador va quedar lliure i els caps ayyar foren executats. Amr fou enviat a un honorable exili a la cort a Bukharà (entre maig i juliol del 913).
Simjur fou nomenat governador i va governar un parell d'anys, però després de l'assassinat d'Àhmad II ibn Ismaïl els samànides no van tardar a perdre el poder a Sistan.